# 日本ビジネス技能検定協会
一般財団法人日本ビジネス技能検定協会（にほんびじねすぎのうけんていきょうかい）は、各種ビジネス技能検定試験の実施等を行う一般財団法人である。略称はJABまたは日ビ（にちび）。

## 概要

### 代表者
- 田中弘

### 本部所在地
- 日本東京都千代田区神田神保町1-58　第2石合ビル

### 沿革
- 1989年（平成元年）　日本ビジネス技能検定協会　創立
- 2010年（平成22年）1月12日　一般財団法人日本ビジネス技能検定協会　設立

## 事業
- 簿記及び漢字等の各種ビジネス技能に関する検定試験を実施し、レベル別の技能を公正に評価すると共に、その評価に応じた登録及びその証明書の発行
- 各種ビジネス技能に関する出版物の刊行及びその販売
- 各種ビジネス技能に関する講演会、講習会（通信教育による個別講習を含む）の実施及びその普及啓蒙活動
- 必要に応じて、各種ビジネス技能の教育を行う地域、団体への助成
- その他、上記に掲げる事業の他に、設立目的を達成するために必要と認められる事業

## 実施検定
日ビ検定カレンダーによる。

### ビジネス汎用
- ビジネスマナー基礎検定試験
- 一般教養力検定試験

### 財務・経理
- 簿記能力検定試験
- 簿記論･財務諸表論 能力認定試験
- 農業簿記検定®
- 農業経理士®
- 地方公会計検定®

### 医療・福祉
- 医療事務基礎検定試験
- 医療事務（医科）能力検定試験
- 医療秘書実務能力検定試験
- 医療請求事務能力検定試験
- 調剤薬局事務能力検定試験

### 情報処理
- 情報ネットワーク・セキュリティ検定®

### ブライダルビジネス
- ブライダル実務検定試験

### 過去実施されていたもの
- ビジネス汎用
  - 販売接客基礎検定試験[2]
  - 漢字能力検定試験[3]
  - ワープロ技能検定試験[4]
- 財務・経理
  - 仕訳能力認定試験[5]
  - ＦＰ基礎検定試験[5]
  - コンピュータ会計「勘定奉行」技能検定試験[6]
- 医療・福祉
  - 歯科助手実務検定試験[3]
  - 歯科請求事務能力検定試験[3]
  - 福祉実務検定試験[7]
- 日本福祉・保育技能検定協会
  - 福祉実務検定試験[5]
  - 高齢者福祉基礎検定試験[5]
  - 福祉サービス基礎検定[3]
  - 保育基礎検定試験[3]
  - 保育ピアノ技能検定試験[8]
- 情報処理
  - 情報技術能力検定試験[4]
- 貿易実務
  - 貿易実務能力検定試験[6]
- 貿易事務
  - 貿易事務能力検定試験[8]
- 実技検定
  - ピアノ技能検定試験[7]
  - 自動車メカニック検定試験[3]